# NGC 986
NGC 986 ist eine Balkenspiralgalaxie vom Hubble-Typ SBab im Sternbild Chemischer Ofen (Fornax) am Südsternhimmel, die schätzungsweise 85 Millionen Lichtjahre von der Milchstraße entfernt ist.
Das Objekt wurde am 5. August 1826 von James Dunlop entdeckt.

Hochaufgelöste Aufnahme des Zentrums von NGC 986, erstellt mithilfe des Hubble-Weltraumteleskops.
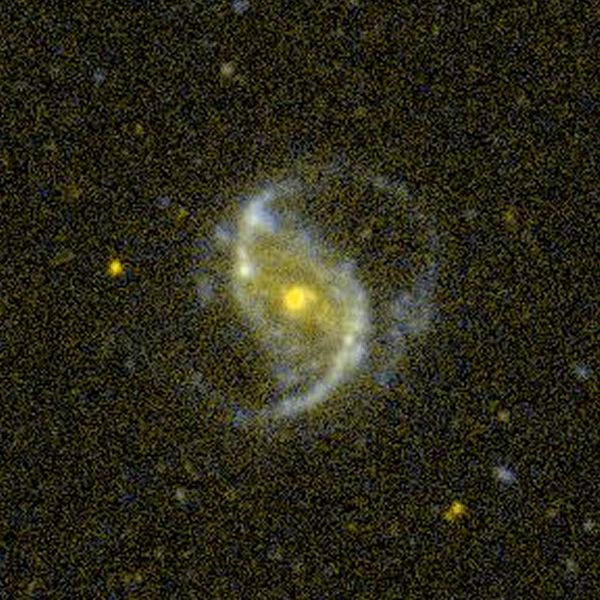
Ultraviolettaufnahme mittels GALEX. Junge Sterne treten blau hervor, ältere erscheinen gelb.